# Пробач нас, мачуха Росія!
«Пробач нас, мачуха Росія!» — радянський двосерійний художній фільм 1990 року, знятий режисером Юрієм Єлховим на кіностудії «Білорусьфільм».

## Сюжет
Ув'язнений Русаков (Юозас Будрайтіс) несправедливо звинувачений у зраді Батьківщини. Під час хрущовської відлиги до табору присилають нового слідчого (Людмила Гурченко) для повторного розслідування. Їй вдається довести невинуватість засудженого, але в цей час до влади приходить Брежнєв, і дорозслідування у справі Русакова припиняється. Слідча, відчуваючи свою безпорадність, накладає на себе руки…

## У ролях
- Людмила Гурченко — Наталія Зиміна, слідчий
- Петро Вельямінов — Михайло Осмоловський, співробітник КДБ (НКВС), полковник
- Юозас Будрайтіс — Володимир Русаков, безневинно засуджений
- Сергій Вельямінов — Михайло Осмоловський у молодості, співробітник НКВС (озвучив Петро Вельямінов)
- Мартінас Будрайтіс — Русаков у молодості
- В'ячеслав Солодилов — Степан Антонович Мазур, політв'язень
- Леонід Кулагін — Борис Шарич, югослав
- Микола Крюков — Іван Рожнов, старий більшовик
- Олексій Зайцев — Шмакін, ув'язнений
- Григорій Гладій — Губан, карний злочинець
- Ростислав Янковський — полковник Стеблін
- Карен Джангірян — професор Обельянц
- Світлана Панфілова — Віра Мазур, дочка політв'язня
- Валентин Букін — Журбенко, співробітник СМЕРШу (озвучив інший артист)
- Михайло Петров — Нікодим Гуртов, однополчанин Русакова
- Аршак Саркісян — Жора Обельянц
- Володимир Золотухін — підпільник
- Микола Смирнов — епізод
- Михайло Долгополов — епізод
- Юрій Лопарєв — епізод
- Євген Богданович — епізод
- Василь Молодцов — епізод
- Анатолій Чарноцький — епізод
- М. Костюкевич — епізод
- Л. Скороход — епізод
- Володимир Грицевський — епізод
- Ігор Неупокоєв — політв'язень

## Знімальна група
- Режисер — Юрій Єлхов
- Сценарист — Віталій Раздольський
- Оператор — Сергій Зубіков
- Композитор — Віталій Катаєв
- Художник — Володимир Дементьєв